# Plumana taeniata
Plumana taeniata är en fjärilsart som beskrevs av Edward Meyrick 1917. Plumana taeniata ingår i släktet Plumana och familjen säckspinnare. Inga underarter finns listade i Catalogue of Life.